# マルコ・ビュッヘル
マルコ・ビュッヘル（Marco Büchel、1971年11月4日 - ）は、スイスのヴァレンシュタット生まれのリヒテンシュタインのアルペンスキー選手。冬季オリンピックには1992年のアルベールビルオリンピックから5大会連続出場している。2008年1月18日に行われたアルペンスキー・ワールドカップのスーパー大回転で大会最高齢優勝（36歳2ヶ月と14日）を果たした。

## 主な成績
- アルペンスキー・ワールドカップ
  - 2002/2003年シーズン: スーパー大回転シーズン2位

- アルペンスキー世界選手権
  - 1999年大会:大回転2位

- スイス選手権
  - 1999/2000年シーズン: 滑降、大回転、複合の3種目で優勝
  - 2000/2001年シーズン: 回転で優勝

### ワールドカップ優勝
| 年月日         | 開催地                           | 種目           |
| -------------- | -------------------------------- | -------------- |
| 2003年2月23日  | ガルミッシュ＝パルテンキルヒェン | スーパー大回転 |
| 2005年12月17日 | ヴァル・ガルディーナ             | 滑降           |
| 2006年11月25日 | レイク・ルイーズ                 | 滑降           |
| 2008年1月18日  | キッツビュール                   | スーパー大回転 |